# Samedi d'en rire
Samedi d'en rire est une émission de télévision française diffusée sur France 3 chaque samedi à 13 h 30 depuis le 7 septembre 2019 et présentée par Jean-Luc Lemoine.
Elle remplace Les Grands du rire diffusée à cette case horaire pendant 16 ans, de 2003 à 2019.
À partir du 30 janvier 2023 et ce jusqu'au 21 juillet 2023, tout en conservant sa case hebdomadaire, l'émission est diffusée quotidiennement du lundi au vendredi en version plus courte à 20 h 20 sous le titre Samedi d'en rire : la quotidienne en remplacement de la série Plus belle la vie arrêtée en novembre 2022 et de l'émission Cuisine ouverte et dans l'attente d'un programme centré sur les Jeux olympiques d'été de 2024 de Paris dès le 24 juillet 2023 .

## Principe
L'émission revient, à travers différentes rubriques et jeux, sur les moments cultes de l'humour et sur le patrimoine musical des années 1960 à nos jours.

## Participants
Jean-Luc Lemoine est accompagné d'une bande de chroniqueurs, comprenant Nadège Beausson-Diagne, Marc Toesca et Yoann Riou (depuis le 9 février 2020). D'abord en tant que joker, ce dernier remplace ensuite définitivement Élodie Poux qui a officié dans l'émission de ses débuts en 2019 jusqu'au 29 février 2020,.
Thierry Moreau a brièvement été chroniqueur dans l'émission du 7 mars 2020.

## Audimat
La première émission de Samedi d'en rire, diffusée le 7 septembre 2019, a été suivie par 634 000 téléspectateurs, soit 6,4 % du public. Progressivement, l'émission a vu son audience progresser jusqu'à atteindre à plusieurs reprises le million de téléspectateurs. Le 1er février 2020, elle a battu son record historique, avec 1,13 million de téléspectateurs et 9,8 % de part de marché.
Le lancement de la deuxième saison le 26 septembre 2020 attire 1,14 million de téléspectateurs soit 9,4 % du public. Le 14 novembre 2020, Samedi d'en rire atteint une audience de 1,6 million de téléspectateurs et 10,8 % du public. Au cours de l'année 2021, la progression continue avec par exemple 1,59 million de téléspectateurs et 12,2 % du public le 2 janvier 2021, plaçant France 3 deuxième des audiences de la case.
Le premier numéro de la troisième saison le 11 septembre 2021 est suivi par 1,07 million de personnes soit 10,2 % de l'ensemble du public et, un an plus tard, le 3 septembre 2022, 
le lancement de la quatrième saison atteint 1,28 million de téléspectateurs et 12,5 % de parts de marché.
Au vu de ses bonnes audiences, l'émission s'installe en quotidienne à 20 h 20 dès le 30 janvier 2023 alors que les audiences de cette case ont beaucoup chuté depuis l'arrêt de Plus belle la vie deux mois plus tôt. La première réunit 837 000 téléspectateurs entre 20 h 20 et 20 h 46, soit 3,7 % du public.